# My World 2.0
My World 2.0는 저스틴 비버의 데뷔 음반으로, 2010년 발매되었다.